# Tukotuko brazylijski
Tukotuko brazylijski (Ctenomys brasiliensis) – gatunek gryzonia rodziny tukotukowatych (Ctenomyidae). Występuje w Ameryce Południowej, gdzie odgrywa ważną rolę ekologiczną. Siedliska tego tukotuko są zlokalizowane na terenach brazylijskiego stanu Minas Gerais. 
Tukotuko brazylijski - podobnie jak pozostałe tukotuki – prowadzi podziemny tryb życia. Przedstawiciele tego gatunku są samotnikami – każdy dorosły osobnik ma swoją osobną norę. Nawoływania samców (tuk–tuk) można usłyszeć zwykle o świcie w pobliżu wyjść z nor.